# Marcos Bernstein
Marcos Bernstein (* 17. Februar 1970 in Rio de Janeiro) ist ein brasilianischer Drehbuchautor und Filmregisseur.
Marcos Bernstein begann seine Karriere als Drehbuchautor Mitte der 1990er Jahre als Autor für Walter Salles. Er arbeitete an den Filmen Fremdes Land und Central Station mit. Central Station wurde ein internationaler Erfolg und gewann u. a. auf der Berlinale 1998 den Goldenen Bären. Anschließend schrieb er fürs brasilianische Fernsehen eine Fernsehserie. 2004 stellte er seinen Debütfilm Im Haus gegenüber vor. Der Film wurde zur Berlinale 2004 eingeladen und in der Sektion Panorama gezeigt. Wie schon in Central Station spielte Fernanda Montenegro die Hauptrolle.